# Batalla del Dniéper
La batalla del Dniéper fue una operación ofensiva estratégica de la Segunda Guerra Mundial, llevada a cabo por la Unión Soviética entre agosto y diciembre de 1943, que duró en total cuatro meses, durante la cual toda la mitad oriental de Ucrania, incluida la orilla sur del Dniéper, fue liberada de la presencia militar alemana por parte de las fuerzas soviéticas, que atravesaron el río y crearon varias cabezas de puente sobre su orilla norte, recuperando Kiev, que estaba bajo ocupación de la Wehrmacht desde el verano de 1941. Es la batalla con más bajas de la guerra, con pérdidas estimadas en 1,000,000 de soldados. Sin embargo, no es la más sangrienta, ya que esta fue la batalla de Stalingrado

## Contexto
En respuesta a la batalla de Kursk y a la contraofensiva del Ejército Rojo, a mediados de agosto de 1943, Adolf Hitler y el OKH comprenden que no pueden aspirar más que a contener la avalancha ofensiva soviética, apoyándose en sus líneas fortificadas. Hitler pide al Grupo de Ejércitos Sur que mantenga, cueste lo que cueste, las posiciones establecidas sobre la orilla norte del Dniéper. Las pérdidas sufridas por el ejército alemán en Stalingrado, la operación Saturno y la batalla de Kursk, y la siguiente contraofensiva soviética, hacen que solo pueda plantearse una actitud defensiva en el frente oriental, esperando que los soviéticos se estrellasen contra las líneas defensivas alemanas y sufrieran graves pérdidas, lo que, unido a la esperanza de que se produjesen fricciones entre soviéticos y Aliados Occidentales, forzara a la URSS a pedir una paz por separado. Esta situación exigía que el OKH alemán renunciara definitivamente a campañas del tipo blitzkrieg para vencer a los soviéticos y eligiera una táctica de guerra de desgaste.

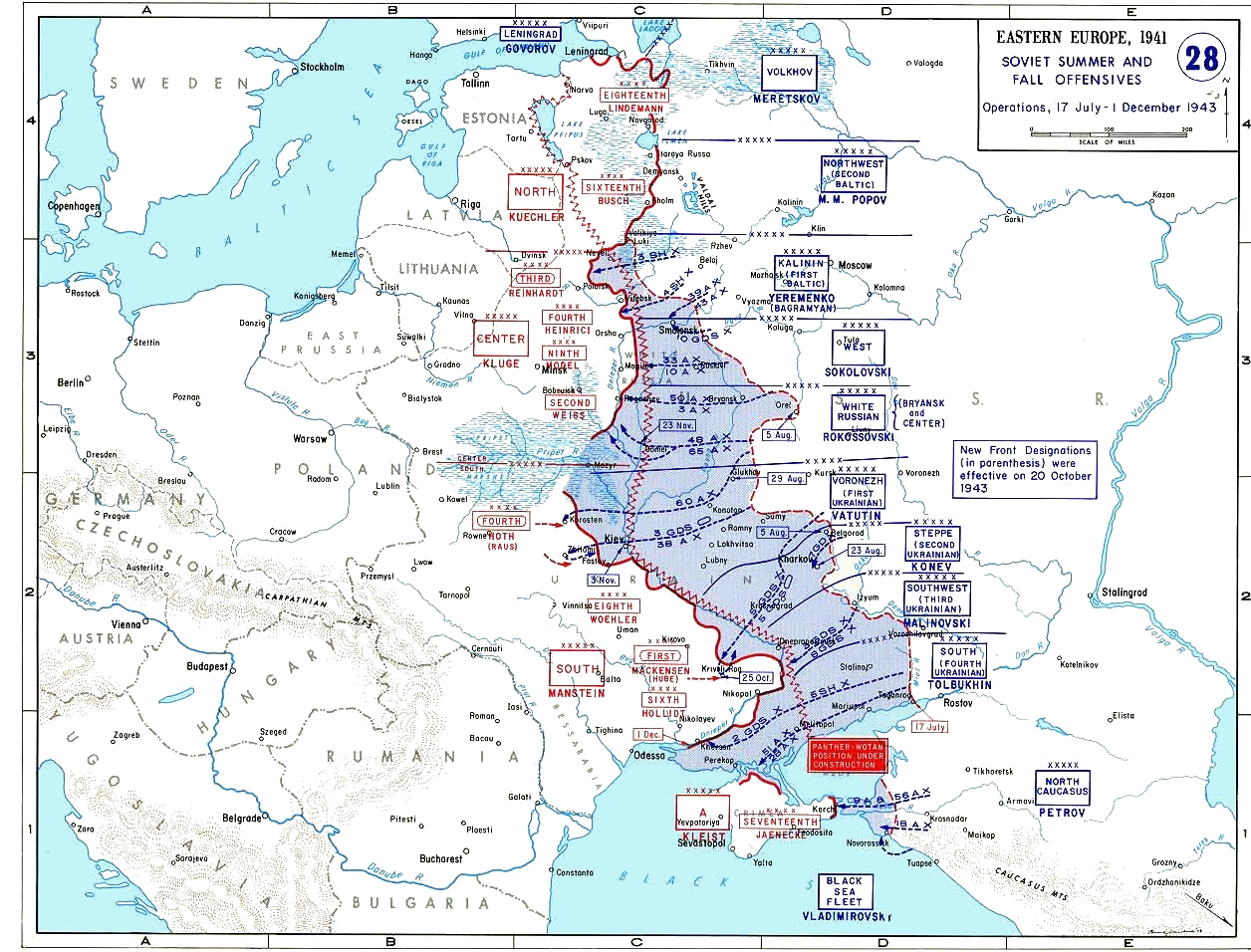
Avances soviéticos durante la Batalla del Dniéper (en color azul, en el sur).

Desde el lado soviético, Stalin se obstinó en recuperar las regiones ocupadas por los alemanes, mientras el Stavka iniciaba planes para lanzar ofensivas contra las líneas alemanas antes de que pudieran constituir una barrera defensiva eficaz. La rica zona industrial de Ucrania, con una considerable población, e importantes recursos agrícolas y mineros, es elegida por el alto mando ruso para llevar el peso de la ofensiva al sur.

## El comienzo

### Preparativos defensivos alemanes
Con la caída de Oriol y de Bélgorod, sumada al resultado de la cuarta batalla de Járkov, quedó amenazada toda la línea alemana de defensa en la Rusia central y las tropas alemanas comenzaron a retirarse hacia el Dniéper a fines de agosto, en tanto Hitler da la orden de fortificar la línea de ese río. El propósito alemán era constituir el Ostwall (’Muralla Oriental’) o Línea Panther-Wotan, un sistema de defensa estratégico que iría desde la península de Kerch, a lo largo de los ríos Molochna, Dniéper medio y Sozh, hasta Gómel, continuando por el este de Orsha, y siguiendo hasta el margen alto del Dniéper en Vítebsk; de allí la línea seguía un curso puramente terrestre hacia Pskov y luego continuaba por la orilla occidental del lago Peipus y el río Narva hasta el golfo de Finlandia. 

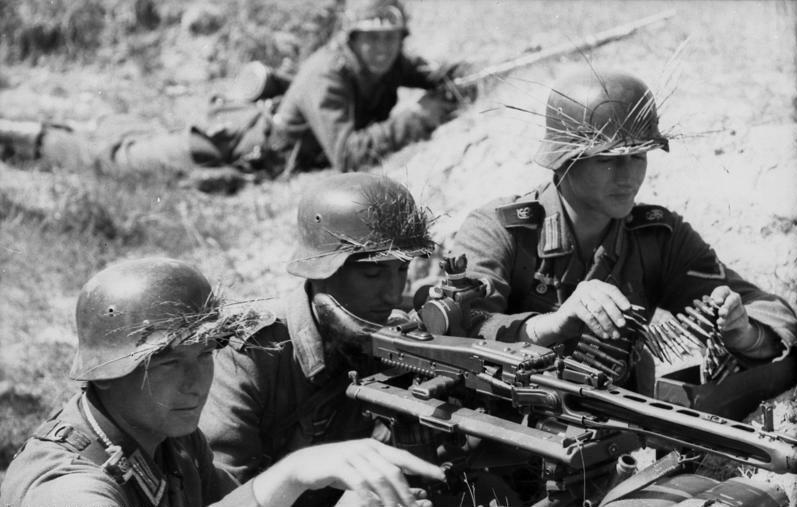
Ametralladores alemanes de la División Großdeutschland cerca de Poltava, agosto de 1943.

El OKH esperaba utilizar la Línea Panther-Wotan para detener la ofensiva soviética y poder conservar la Ucrania occidental y Bielorrusia. La orden es inmediatamente puesta en ejecución, con el máximo de medios posible, pero debido a la presión de las fuerzas soviéticas, parece poco probable constituir a tiempo una línea lo suficientemente densa. Los esfuerzos del OKH se concentran entonces en la cuenca del Dniéper y sobre los lugares donde el paso del Ejército Rojo es más probable, es decir, Kremenchuk, Zaporiyia y Níkopol, fortificando más ligeramente otros pasos. El 7 de septiembre, para tratar de ganar tiempo, las unidades de la Wehrmacht y de las Waffen-SS reciben la orden de efectuar sistemáticamente la destrucción de todo lo que no puedan llevarse consigo y de cualquier infraestructura que ayude al esfuerzo de guerra soviético, esperando mediante una política de tierra quemada, provocarle problemas de logística al Ejército Rojo.

### Liberación de la orilla inferior del Dniéper
El 24 de agosto de 1943, sobre una longitud de 1400 kilómetros, extendiéndose desde Smolensk hasta el mar de Azov, cinco Frentes  del Ejército Rojo se ponen en movimiento con destino al oeste. De norte a sur, los implicados en la ofensiva son el Frente Central (luego 1.er Frente Bielorruso), el Frente de Vorónezh (rebautizado como 1.er Frente Ucraniano), el Frente de la Estepa (luego 2.º Frente Ucraniano), el Frente del Sudoeste (luego 3.er Frente Ucraniano) y el Frente del Sur (rebautizado como 4.º Frente Ucraniano). El Ejército Rojo reúne así cuarenta y cinco ejércitos, entre los que están cuatro de tanques y cinco aéreos o, en resumen, más de 200 divisiones que suman 2 650 000 hombres, equipados con 51 000 piezas de artillería, 2400 tanques y 2800 aviones. 
En frente, la Wehrmacht se defendía con el Grupo de Ejércitos Sur, dirigido por Erich von Manstein y formado por el 1.er Ejército Panzer, el 4.º Ejército Panzer, el 6.º Ejército y el 8.º Ejército, con casi un centenar de divisiones y unos 1 250 000 hombres, 12 500 piezas de artillería, 2100 tanques y 2000 aviones, pero no podían resistir mucho tiempo a tan abrumador despliegue en el terreno abierto de las estepas. Los alemanes cubren su repliegue dejando pelotones en cada poblado y cada colina para retrasar e infligir el máximo de pérdidas a los soviéticos. Se entablan feroces combates entre los destacamentos alemanes y partisanos apoyados por el Ejército Rojo, que a su vez intentan despejar el terreno de efectivos alemanes antes de la llegada de las divisiones regulares soviéticas. 
Así, por ejemplo, la defensa de la ciudad de Poltava será extremadamente eficaz, ya que el 2.º Frente Ucraniano de Iván Kónev acabará por decidir dejarla atrás, continuando hacia el Dniéper y, al estar finalmente aislada, la guarnición sobreviviente deberá rendirse tras 48 horas de violento combate urbano. Finalmente Hitler acabará por alinearse con la opinión de Erich von Manstein y ordenará el 15 de septiembre el repliegue detrás del río Dniéper. A fin de mes, los soviéticos alcanzan el curso inferior del río en las cercanías del mar de Azov, pero la parte que viene es la más difícil para ellos, pues deberán atravesar difíciles obstáculos frente a una defensa alemana preparada.
El Stavka envió a una unidad especial del 1.er Frente Ucraniano, el 3.er Ejército de Tanques de la Guardia, para atacar a los alemanes que se retiraban hacia el Dniéper, impidiéndoles ejecutar su plan de tierra quemada y con el fin de cruzar el propio río Dniéper lo antes posible para fijar una cabeza de puente. Los tanques soviéticos llegan a las orillas del río en la noche del 22 de septiembre, entre las localidades de Kániv y Rzhíschev, y al día siguiente cruzan el gran río con los pocos medios materiales con que tienen cuentan: puentes improvisados, balsas y flotadores. 
En la otra orilla, los tanques soviéticos del 3.er Ejército sorprenden a una débil defensa alemana (solo un batallón de reconocimiento de la 19.ª División Panzer, que es rápidamente aplastado) e intentan establecer una cabeza de puente, pero no lo consiguen debido a los masivos ataques de la Luftwaffe y a la falta de equipos para cruce de río por parte de las tropas soviéticas.

### La operación aerotransportada
El 24 de septiembre, para ayudar al cruce del 3.er Ejército de Tanques de la Guardia, la Stavka, decide intentar una rápida operación aerotransportada enviando tres brigadas (1.ª, 3.ª, y 5.ª) del Frente de Vorónezh con ese fin para obtener cabezas de puente sobre la orilla norte ocupada por el 3.er Ejército de Tanques. El lanzamiento en paracaídas de tropas soviéticas fracasó, en particular a causa de la inexperiencia de los pilotos de la VVS (Fuerza Aérea soviética), que conocían muy poco la región. La primera ola de paracaidistas principalmente aterrizará en las líneas soviéticas sobre la orilla norte de la cabeza de puente, pero otras tropas caen incluso en el mismo Dniéper (perdiéndose gran parte del armamento y suministros), y apenas logra servir de refuerzo a las tropas de tanques que ya se encontraban allí. 
La segunda ola fue más numerosa, dotada de 5000 hombres, y aterrizó sobre la orilla sur de la cabeza de puente pero de manera desordenada, lejos de la cabeza de puente y poco aprovisionada de armas antitanques. Como resultado, las brigadas soviéticas quedaron dispersas en pequeños destacamentos del tamaño de un batallón que no podían lanzar operaciones de importancia por sí solas sino apenas ocultarse del enemigo hasta reunirse en unidades de mayor tamaño, por lo que el 26 de septiembre estas brigadas fueron mayormente destruidas por las fuerzas mecanizadas alemanas. 
Algunos supervivientes lograron finalmente reunirse y atacar la logística alemana mediante acciones de sabotaje con grupos de partisanos que ya estaban alertados de la llegada de los paracaidistas del Ejército Rojo; sólo varios días después del fallido lanzamiento de paracaidistas, los sobrevivientes de la 5.ª Brigada reconstruyeron su unidad con columnas de partisanos y operaron en guerrillas contra los alemanes hasta el 15 de noviembre, cuando contactaron con tropas del 2.º Frente Ucraniano cerca de Cherkasy. Más de la mitad de los paracaidistas soviéticos envueltos en esta operación pereció.

## El cruce
El Dniéper es el tercer río de Europa en importancia, justo detrás del Volga y el Danubio, y alcanza más de tres kilómetros de anchura en su parte baja; para complicar todavía la tarea de los atacantes, la orilla norte que hay que conquistar es más elevada y cubierta de fortificaciones alemanas. En esta situación, el mando soviético tiene dos posibilidades: o reagrupa sus fuerzas para atacar frontalmente sobre uno o dos sectores de más fácil acceso, o decide eludir a los defensores y atacarlos luego por sorpresa en su retaguardia para forzarlos a abandonar la línea defensiva ya inútil. 
Esta segunda opción presenta sin embargo el riesgo de dejarles tiempo a los alemanes de obtener reservas. El Ejército Rojo intentará posteriormente, a partir de las posiciones alemanas ya ocupadas, abrir un paso de acceso sobre un frente ancho, atacando a los alemanes rápidamente en ataques frontales pero aceptando sufrir pérdidas importantes con esta táctica. 
Principalmente por razones políticas, Stalin (que precisa ocupar Kiev antes del aniversario de la Revolución rusa el 7 de noviembre, como un fuerte golpe de propaganda), exige a la Stavka utilizar la segunda opción. Los soldados van entonces a utilizar todo lo que puede flotar para atravesar el río bajo un denso fuego enemigo, y superar las pendientes que constituyen la orilla norte del Dniéper. Estos ataques valientes van a tener un coste humano importante. 

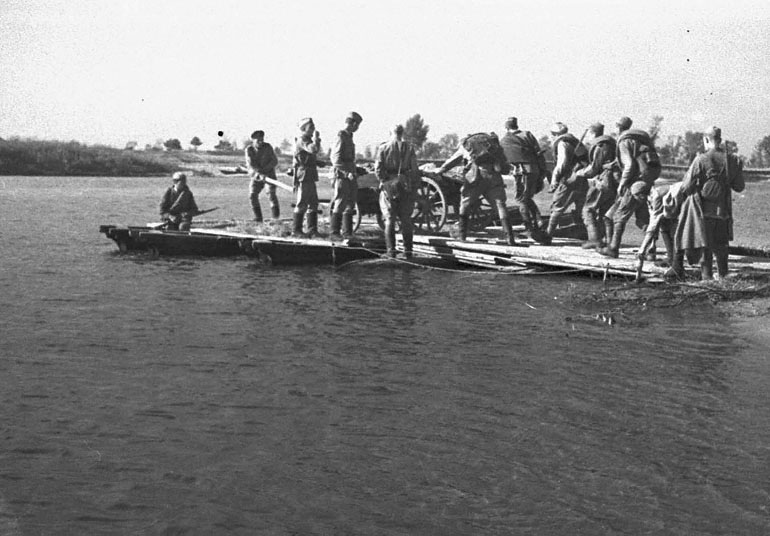
Soldados soviéticos cruzando el Dniéper en unas balsas improvisadas, sept. de 1943

El 22 de septiembre, una primera cabeza de puente es obtenida en la confluencia del río Prípiat y del Dniéper, el 24, los soviéticos ganan una segunda cabeza de puente en Dniprodzerzhynsk, el día siguiente obtienen otra en Dnipropetrovsk, y el 28 una nueva cabeza de puente en Kremenchuk. A fin de mes, son veintitrés cabezas de puente las que existen, finalmente serán 30 las cabezas de puente que sostendrán el avance del Ejército Rojo.
La reacción alemana consistirá, de allí en adelante, en vigorosos contraataques, para aplastar las cabezas de puente antes de que puedan gozar de mayor apoyo y penetración. Por ejemplo, el contraataque alemán sobre la posición soviética de Borodáievsk, que Kónev menciona en sus informes, resultó en un ataque importante combinado de divisiones panzer y la Luftwaffe, que dificultó muchísimo el avance soviético en la zona. 
Kónev se quejó durante la campaña de la ausencia de patrullas de cazas de la VVS para oponerse a los bombarderos alemanes, lo cual hacía más lento el ataque soviético, y empujó el mayor volumen posible de artillería sobre la orilla opuesta para apoyar las tropas soviéticas allí aisladas. La organización más coherente de estos apoyos finalmente permitió a todas las cabeza de puente soviéticas establecerse, apoyadas por masivos ataques de cohetes Katiusha sobre las defensas alemanas, por lo cual la Wehrmacht empezó a retirarse lentamente del combate para evitar bajas mayores que Manstein ya no podía permitirse.

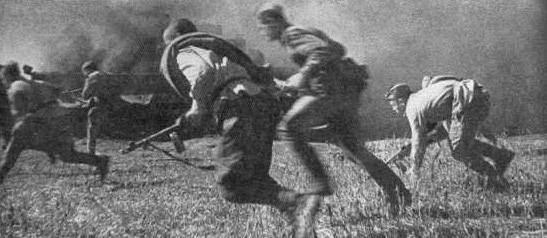
Soldados soviéticos atacando en una cabeza de puente en el Dniéper, octubre de 1943.

A mediados de octubre las cabezas de puente soviéticas habían sido ya consolidadas plenamente pero solamente al precio de pérdidas enormes, pues la mayoría de las divisiones del Frente de Vorónezh y del Frente de la Estepa (llamados respectivamente 1.er Frente Ucraniano y 1.er Frente Bielorruso desde el 20 de octubre) habían perdido el 25 % y hasta el 50 % de sus efectivos. Como resultado, serían el Frente del Sur y el Frente del Suroeste (respectivamente 2.º y 3.er Frente Ucraniano desde el 20 de octubre) quienes desarrollarían los posteriores ataques sobre la llanura ucraniana en dirección a Kiev. 
La Wehrmacht había sufrido bajas cuatro veces menores a los soviéticos, pero de todas maneras resultaban pérdidas muy serias para el Grupo de Ejércitos Sur, más todavía cuando el OKH tenía entonces muy pocas divisiones de reserva para comprometerlas en el combate o siquiera cubrir las bajas sufridas por las tropas del Dniéper. Las derrotas de Kursk y de Járkov habían impedido al OKH movilizar refuerzos masivos para impedir la penetración soviética, y la retirada alemana del Dniéper causó que la Wehrmacht perdiera definitivamente su última gran línea natural de defensa en el Frente Oriental.

## La segunda batalla de Kiev

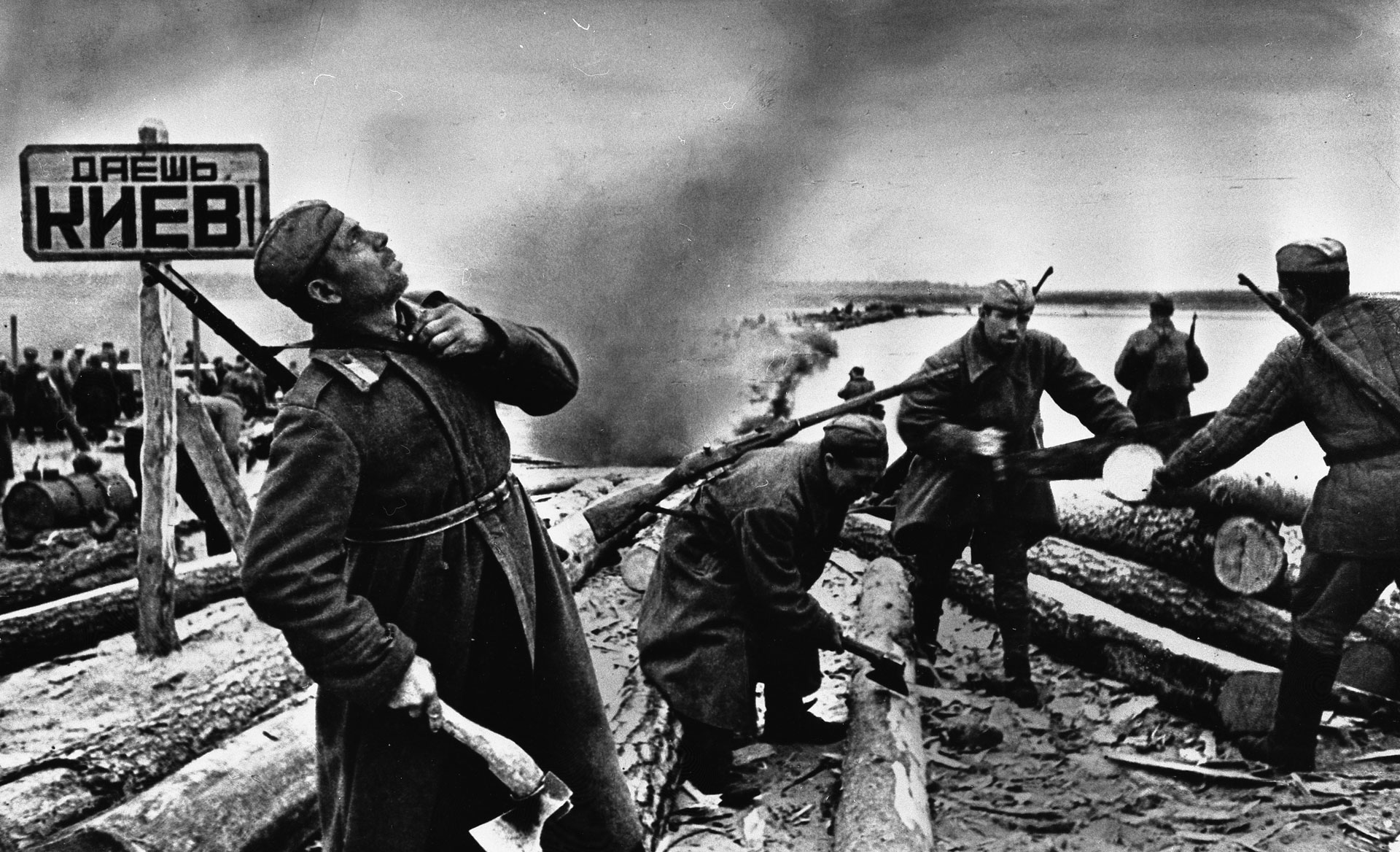
Soldados soviéticos preparándose para cruzar el río Dniéper. La inscripción en el cartel dice «¡Toma Kiev!».

En el norte, el general Vatutin comprende que sus posiciones en el sur de Kiev tienen poca esperanza de atacar la ciudad, a causa de las defensas excelentes del 24.º Panzerkorps de Nehring, por lo que hace pasar el 3.er Ejército de Tanques de la Guardia de Pável Rybalko por la cabeza de puente de Lyutesh, y concentra su artillería para sostenerla. El 3 de noviembre, las defensas del 4.º Panzerarmee son perforadas, y el 5 de noviembre los vehículos blindados de Rybalko están en las calles de Kiev. 
Los soviéticos se dirigen entonces hacia el oeste, hacia Zhytómir, Kórosten, Berdýchiv y Fástov, amenazando el enlace ferroviario del Grupo de Ejércitos Centro. Von Manstein le pide entonces a Hitler el 40.º y el 48.º Panzerkorps, para contraatacar e intentar recapturar la ciudad. Hitler se niega a emplear al 40.º Panzerkorps, y releva a Hermann Hoth, para reemplazarle por Erhard Raus, en la cabeza del 4.º Panzerarmee. La primera tentativa de contraataque del 48.º Panzerkorps, con la 25.ª División Panzer, es detenida por el 7.º Cuerpo Blindado de la Guardia, en Fástov. 
Pero las unidades alemanas pronto reforzadas pueden endurecer su defensa e impedir lo peor. La 1.ª y la 7.ª División Panzer, así como la LSSAH, toman de nuevo Brusílov y luego Zhytómir. Rybalko envía entonces sus vehículos blindados para detener el ataque alemán, dando lugar a una gran batalla de tanques, que dura hasta la llegada de la temporada de los lodos. Las operaciones prosiguen el 5 de diciembre, por un ataque alemán que fuerza el 60.º Ejército soviético a evacuar Kórosten, y amenaza incluso Fástov. Finalmente, Vatutin pide refuerzos y recibe al 1.º Ejército de Tanques, y el 18.º Ejército soviéticos, con los cuales se apodera de nuevo de Brusílov, poniendo fin al peligro.